# ヴァーシャ・プシホダ
- ヴァーシャ・プシホダ
- ヴァーシャ・プシーホダ
- ヴァーシャ・プルジホダ
- ヴァーシャ・プルジーホダ
- ヴァーサ・プリホダ
- ヴァッサ・プシホダ

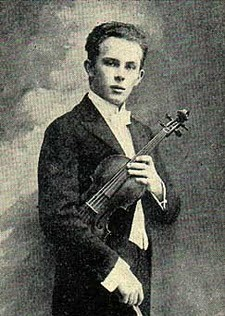
ヴァーシャ・プシホダ

ヴァーシャ・プルシーホダ（Váša Příhoda, 1900年8月24日 - 1960年7月27日）は、チェコを代表するヴァイオリニストの一人。妻はアルマ・ロゼ。名前は「プルジーホダ」や、英語読みでヴァーサ・プリホダと書かれることもある。

## 来歴
南ボヘミア州ヴォドニャニで生まれる。3歳の頃からヴァイオリニストである父アロイスから手ほどきを受けたあと、アントニーン・ベネヴィッツ門下のヤン・マルジャークに師事。プラハ音楽院へ入学の後、1913年にプラハでデビューを飾る。第一次世界大戦後の1919年から本格的に演奏活動をするも評判はぱっとせず、生活費を稼ぐためにイタリアに向かい、ミラノのいくつかのカフェでヴァイオリン弾きのアルバイトをするが、あるカフェでミニリサイタルを開いた際、偶然カフェの客だったアルトゥーロ・トスカニーニに「現代のパガニーニだ！」と激賞され、一躍国際的に知られるようになった。そのおかげで当のパガニーニの遺品の一つであるグァルネリ・デル・ジェズを貸与されたりもした。その後、主にドイツ語圏を中心に活動し、1930年にはウィーン・フィルハーモニー管弦楽団のコンサートマスターであるアルノルト・ロゼの娘で、グスタフ・マーラーの姪であるアルマ・ロゼと結婚した。しかし、この結婚生活は1935年に終わった（離婚の原因は定かではないが、「プルジホーダはナチに魂を売って離婚した」という噂もあった）。なお、アルマ・ロゼは後にナチスに捕らえられアウシュヴィッツ＝ビルケナウ強制収容所内で囚人オーケストラを編成し、他の収容者に比べると待遇は良かったものの1944年に死去(食中毒と推定)している。1940年代からザルツブルクやウィーンなどで後進の指導をするようになった。第二次世界大戦後は再びイタリアを活動の中心とするが往年の勢いはなく、1960年7月27日に心臓病のためウィーンで亡くなった。

## 演奏スタイル
パガニーニなどの技巧的なレパートリーを得意とした。
音色に関しては、野村あらえびすが『名曲決定盤』の中で「どうしても想像することのできない妖艶極まる音色」と記しており、今日でも復刻CDによって確認することが出来る。
一方、濱田がヨアヒム・ハルトナックの言を引き合いに出しながら述べるところによると、「ドイツ＝オーストリア系のクラシシズムよりは、むしろ周辺の国ぐにのロマンティシズムに最も適していたようだ」とされる。
ハルトナックの指摘によれば、「プルジーホダの衰えは非常に早くはじまった。それゆえ、彼の一九五〇年代のLPレコードの吹き込み(中略)は、このヴァイオリニストの能力を証拠立てるものとしては不適当である」とされており、これが戦後に録音されたものに関して、全盛期の演奏スタイルを伝えていないという評言の根拠となる。
中村は「事大主義的なアカデミズムの権威がどうしても欲しい。その結果遊芸人としての自分の気質から離れたレパートリーに情熱を打ち込んだことが、恐らくプシホダをしぼませてしまったのかも知れない」と述べ、「晩年のチェトラのモノLP四枚にプシホダはバッハ、イタリア古典、モーツァルトの協奏曲を録音している。ここには生気を失って形骸だけをとどめている老残のプシホダの姿がある。」としている。

## 脚註
1. ↑  濱田滋郎「幻の名手プルジーホダ、打ってつけの名曲、ドヴォルザークを奏でて絶妙の名演」『ドヴォルザーク：ヴァイオリン協奏曲他』ドイツ・グラモフォン、POCG-6076の解説
2. ↑  Arturo Toscanini (2006). Harvey Sachs. ed. The Letters of Arturo Toscanini. University of Chicago Press. p. 98. ISBN 9780226733401. OCLC 69028225
3. ↑  ハラルド・エッゲブレヒト『ヴァイオリンの巨匠たち』アルファベータ、2004年、302-303頁
4. ↑  濱田、前掲書。
5. ↑  ヨアヒム・ハルトナック『20世紀の名ヴァイオリニスト』白水社、1974年、178-179頁。
6. ↑  1950年代のLPレコードの復刻として、エンニオ・ジェレッリ指揮のトリノ・イタリア放送交響楽団の伴奏によるモーツァルトの協奏曲録音がグリーンドア音楽出版から復刻されているが、その解説で中谷順一が「ハルトナックの著書の中に『チェトラ録音のプルジホダに全盛期の面影がない。』とあるが、この上何を望むのか、贅沢な話である。」とコメントしている。
7. ↑  中村稔『ヴァイオリニストの系譜』音楽之友社、1988年、174頁。